# Caso Moro
Il caso Moro è l'insieme delle vicende relative all'agguato, al sequestro, alla prigionia e all'uccisione di Aldo Moro, nonché alle ipotesi sull'intera vicenda e alle ricostruzioni, spesso discordanti fra loro, degli eventi.
La mattina del 16 marzo 1978, giorno in cui il nuovo governo guidato da Giulio Andreotti stava per essere presentato in Parlamento per ottenere la fiducia, l'auto che trasportava Aldo Moro dalla sua abitazione alla Camera dei deputati fu intercettata e bloccata in via Mario Fani a Roma da un nucleo armato delle Brigate Rosse. In pochi minuti, sparando con armi automatiche, i brigatisti uccisero i due carabinieri a bordo dell'auto di Moro (Oreste Leonardi e Domenico Ricci) e i tre poliziotti che viaggiavano sull'auto di scorta (Raffaele Iozzino, Giulio Rivera e Francesco Zizzi), quindi sequestrarono il presidente della Democrazia Cristiana.
Dopo una prigionia di 55 giorni, durante la quale le Brigate Rosse richiesero invano uno scambio di prigionieri con lo Stato italiano, Moro fu sottoposto a un processo politico da parte del cosiddetto «tribunale del popolo», istituito dalle stesse BR, e quindi ucciso il 9 maggio. Il suo cadavere fu ritrovato quello stesso giorno nel bagagliaio di una Renault 4 rossa parcheggiata a Roma in via Michelangelo Caetani, distante circa 150 metri sia da via delle Botteghe Oscure, sede nazionale del Partito Comunista Italiano, sia da Piazza del Gesù, sede nazionale della Democrazia Cristiana.

## Cronologia del sequestro

### L'agguato e il rapimento
Dinanzi alla Corte d'appello di Roma, l'ex brigatista Valerio Morucci raccontò: «l'organizzazione era pronta per il 16 mattina, uno dei giorni in cui l'on. Moro sarebbe potuto passare in via Fani. Non c'era certezza, avrebbe anche potuto fare un'altra strada. Era stato verificato che passava lì alcuni giorni, ma non era stato verificato che passasse lì sempre. Non c'era stata una verifica da mesi. Quindi il 16 marzo era il primo giorno in cui si andava in via Fani per compiere l'azione, sperando, dal punto di vista operativo, che passasse di lì quella mattina. Altrimenti si sarebbe dovuti tornare il giorno dopo e poi ancora il giorno dopo, fino a quando non si fosse ritenuto che la presenza di tutte queste persone, su quel luogo per più giorni, avrebbe comportato sicuramente il rischio di un allarme».

I corpi senza vita dell'autista e della guardia del corpo di Moro

Secondo quanto emerso dalle indagini giudiziarie, alla messa in atto del piano avrebbero partecipato undici persone, ma il numero e l'identità dei reali partecipanti è stato messo più volte in dubbio e anche le confessioni dei brigatisti sono state contraddittorie su alcuni punti.
Alle 8:45 i quattro componenti del nucleo armato brigatista incaricati di sparare, con indosso false uniformi del personale Alitalia, si disposero all'incrocio tra via Mario Fani e via Stresa, nascosti dietro le siepi del bar Olivetti, chiuso per fallimento e situato dal lato opposto rispetto allo stop dell'incrocio stesso. Mario Moretti, componente del comitato esecutivo delle Brigate Rosse e dirigente della colonna romana, al volante di una Fiat 128 con targa falsa del Corpo diplomatico, si appostò nella parte alta della strada, sul lato destro, all'altezza di via Sangemini. Davanti a Moretti si posizionò un'altra Fiat 128 con a bordo Alvaro Lojacono e Alessio Casimirri. Entrambe le auto erano rivolte in direzione dell'incrocio con via Stresa. Sempre su via Fani, ma subito oltre l'incrocio con via Stresa, era appostata una terza Fiat 128, con al volante Barbara Balzerani, rivolta in senso opposto alle altre, ovvero verso la prevista direzione di provenienza delle auto di Moro. Su via Stresa infine, pochi metri dopo l'incrocio, era posizionata una quarta auto, una Fiat 132 blu con dentro Bruno Seghetti, preposta a intervenire in retromarcia subito dopo l'agguato e imbarcare l'ostaggio.
Moro, come ogni mattina, uscì dalla sua abitazione in via del Forte Trionfale 79 poco prima delle 9:00 e salì sulla Fiat 130 blu di rappresentanza; alla guida vi era l'appuntato dei Carabinieri Domenico Ricci e, seduto accanto a questi, il maresciallo dei Carabinieri Oreste Leonardi, caposcorta, considerato la guardia del corpo più fidata del presidente. La 130 era seguita da un'Alfetta bianca con a bordo gli altri componenti la scorta: il vicebrigadiere di Pubblica sicurezza Francesco Zizzi e gli agenti di polizia Giulio Rivera e Raffaele Iozzino. Le due auto imboccarono via Trionfale in direzione centro, verosimilmente per raggiungere attraverso via della Camilluccia la chiesa di Santa Chiara in piazza dei Giuochi Delfici, ove Moro era solito entrare prima di recarsi al lavoro.
L'agguato brigatista iniziò quando la colonna su cui viaggiava Moro svoltò a sinistra da via Trionfale su via Fani: Rita Algranati, appostata all'angolo fra le due strade con un mazzo di fiori, segnalò a Moretti, Lojacono e Casimirri l'avvenuto passaggio delle due auto con un cenno convenuto.

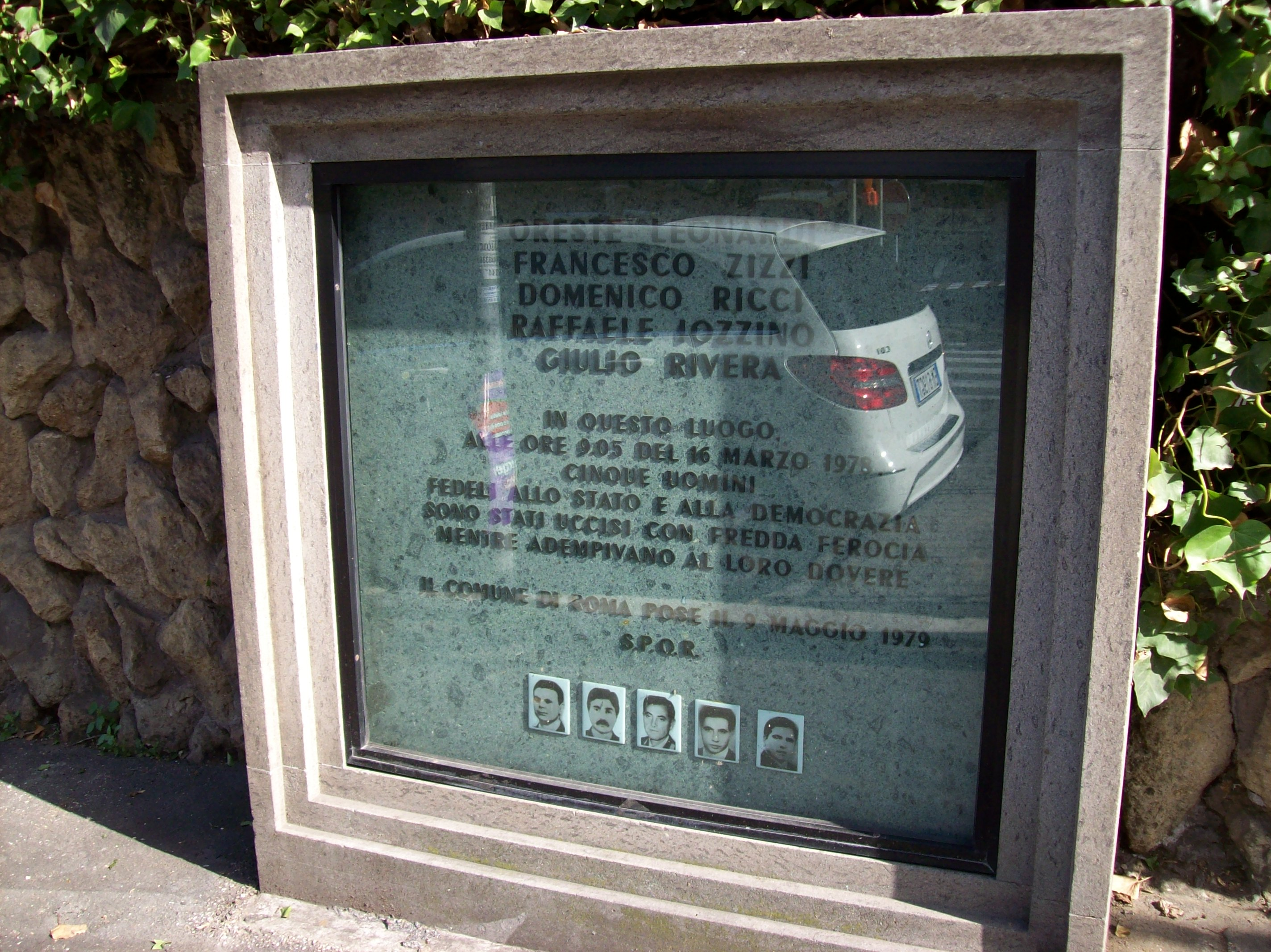
Targa commemorativa dei cinque agenti della scorta uccisi in via Fani

Moretti riuscì subito a mettersi proprio davanti all'auto di Moro, procedendo in modo da non farsi sorpassare, mentre la 128 di Lojacono e Casimirri si portò in coda alla colonna. Dopo circa 400 metri, in corrispondenza dello stop all'incrocio con via Stresa, l'auto di Moretti si arrestò di colpo; le successive deposizioni dei brigatisti discordarono sul fatto che alla frenata fosse seguito o no un tamponamento da parte della Fiat 130 con a bordo Moro. Quest'ultima in ogni caso si venne a trovare stretta tra l'auto di Moretti e l'Alfetta della scorta che la seguiva. Le due auto del corteo del presidente furono quindi a loro volta intrappolate alle spalle dalla 128 di Lojacono e Casimirri, che si mise di traverso.
A questo punto entrò in azione il gruppo di fuoco: i quattro uomini vestiti da avieri civili e armati di pistole mitragliatrici sbucarono da dietro le siepi del bar Olivetti. Dalle indagini giudiziarie i quattro vennero identificati in: Valerio Morucci, esponente molto noto dell'estremismo romano ritenuto un esperto di armi, Raffaele Fiore, proveniente dalla colonna brigatista di Torino, Prospero Gallinari, clandestino e ricercato dopo essere evaso nel 1977 dal carcere di Treviso, e Franco Bonisoli, proveniente dalla colonna di Milano. Tutti e quattro erano militanti fortemente determinati e già coinvolti in precedenti azioni di fuoco.

I quattro brigatisti che, travestiti da assistenti di volo, spararono sulla scorta: Valerio Morucci «Matteo», Raffaele Fiore «Marcello», Prospero Gallinari «Giuseppe» e Franco Bonisoli «Luigi»

I quattro si portarono molto vicini alle due auto bloccate allo stop: Morucci e Fiore aprirono il fuoco contro la Fiat 130 con Moro a bordo, Gallinari e Bonisoli contro l'Alfetta di scorta. Secondo le ricostruzioni dei brigatisti, tutti e quattro i mitra si sarebbero in seguito inceppati: Morucci riuscì a eliminare subito il maresciallo Leonardi, poi si trovò in difficoltà con il suo mitra, mentre invece l'arma di Fiore si sarebbe inceppata subito, il che lasciò il tempo all'appuntato Ricci di tentare varie disperate manovre per svincolare l'auto dalla trappola; una Mini Minor parcheggiata sul lato destro intralciò ulteriormente ogni movimento. In pochi secondi Morucci risolse la situazione tornando vicino alla Fiat 130 e uccidendo con una raffica anche l'autista.
Contemporaneamente, Gallinari e Bonisoli sparavano contro gli uomini della scorta sull'Alfetta: Rivera e Zizzi furono subito colpiti mentre Iozzino, relativamente riparato sul sedile posteriore destro e favorito dall'inceppamento dei mitra dei brigatisti, poté uscire dall'auto e rispondere al fuoco con la sua pistola Beretta 92, ma subito dopo Gallinari e Bonisoli estrassero entrambi le loro pistole e uccisero anche lui. Dei cinque uomini della scorta, Francesco Zizzi fu l'unico a non morire sul colpo: estratto vivo dall'Alfetta ai primi soccorsi, si spegnerà poche ore dopo al Policlinico Gemelli.
Secondo la prima perizia del 1978 sarebbero stati sparati in tutto 91 colpi, 45 dei quali avrebbero colpito gli uomini della scorta; 49 di questi (di cui peraltro solo 19 a segno) sarebbero stati esplosi da una stessa arma, 22 da una seconda arma del medesimo modello (entrambe erano delle pistole mitragliatrici residuati bellici FNAB-43) e i restanti 20 dalle altre quattro armi: due pistole, un mitra TZ-45 e un mitra Beretta M12. La perizia del 1993 non ha confermato questi dati e non è stata in grado di attribuire tutti i 49 colpi allo stesso FNAB-43; è possibile, come affermato da Valerio Morucci, che essi appartenessero a entrambi i mitra, utilizzati da Bonisoli e da Morucci stesso.
Nonostante il volume di fuoco dell'azione, Aldo Moro restò totalmente illeso.

### La fuga degli assalitori

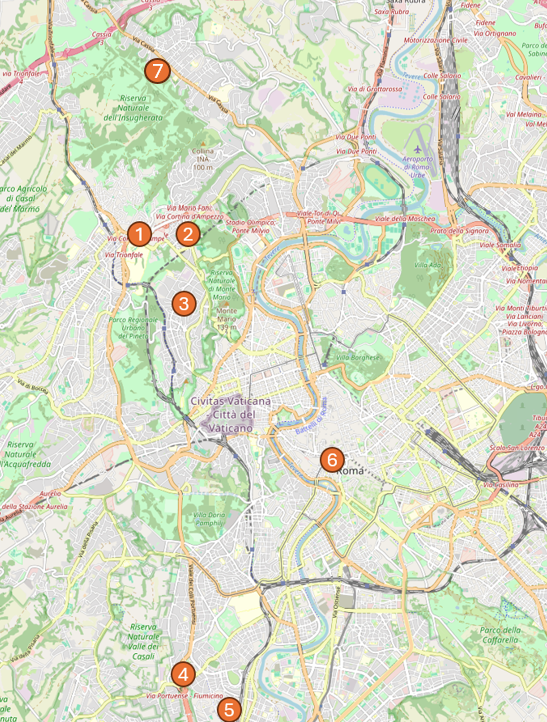
Mappa di Roma con indicati luoghi significativi del caso Moro: 1 abitazione Aldo Moro, 2 Via Fani (agguato), 3 piazza Madonna del Cenacolo, 4 Standa di via dei Colli Portuensi, 5 Via Montalcini (prigione), 6 Via Caetani (ritrovamento cadavere), 7 Via Gradoli

Subito dopo lo scontro a fuoco, Raffaele Fiore estrasse Moro dalla Fiat 130 e con l'aiuto di Mario Moretti lo fece entrare nella Fiat 132 blu che Bruno Seghetti nel frattempo aveva avvicinato in retromarcia all'incrocio; quindi l'auto con a bordo Moro e i tre brigatisti si allontanò lungo via Stresa, subito seguita dalla 128 di Casimirri e Lojacono sulla quale era salito anche Gallinari. Valerio Morucci, infine, raccolse dalla Fiat 130 due delle borse di Moro e passò alla guida della Fiat 128 blu che si mosse, con a bordo anche la Balzerani e Bonisoli, dietro alle altre due auto. La 128 bianca con la quale Moretti aveva bloccato le auto di Moro fu abbandonata sul luogo dell'agguato. L'intera azione era durata appena tre minuti, dalle ore 9:02 alle ore 9:05.
Le tre auto percorsero tutta via Stresa e sbucarono sulla piazzetta Monte Gaudio, quindi proseguirono lungo via Trionfale in direzione del centro e circa 250 metri dopo largo Cervinia effettuarono una svolta repentina su via Domenico Pennestri, una strada secondaria parzialmente occultata dalla vegetazione; la deviazione permise ai brigatisti di far perdere le loro tracce: fu a questa altezza infatti che Antonio Buttazzo, autista del condirettore dell'Istat, che aveva assistito agli ultimi istanti della strage e si era messo all'inseguimento del convoglio, perse di vista le auto. Queste imboccarono poi via Casale de Bustis, altra strada secondaria il cui accesso era chiuso da una sbarra bloccata da una catena: una testimone riferì di aver visto una persona in uniforme (in seguito identificata dagli stessi brigatisti in Barbara Balzerani) scendere dall'auto e recidere la catena con tronchesi. Le auto raggiunsero quindi via Massimi. Poco più avanti, in via Bitossi, era pronto un furgone Fiat 850T grigio chiaro: qui Morucci lasciò la Fiat 128 blu, prese le due borse di Moro e passò alla guida del furgone; tutti gli autoveicoli proseguirono poi per via Pietro Bernardini e, passando per via Serranti, raggiunsero infine piazza Madonna del Cenacolo, luogo stabilito per il trasbordo dell'ostaggio; qui Moro venne fatto salire a bordo del furgone, dove era pronta una cassa di legno nella quale sarebbe entrato.
In piazza Madonna del Cenacolo, tra le 9:20 e le 9:25, il gruppo si divise. Le tre auto, guidate da Fiore, Bonisoli e la Balzerani, furono portate nella vicina via Licinio Calvo e lì abbandonate, dopodiché i tre si allontanarono a piedi; Fiore e Bonisoli presero un autobus per la stazione Termini e da lì il primo treno per Milano. Secondo il racconto dei brigatisti, da piazza Madonna del Cenacolo il furgone guidato da Moretti, con il sequestrato nella cassa di legno, e una Citroën Dyane con Morucci e Seghetti si diressero, con varie deviazioni strategiche attraverso la Balduina e Valle Aurelia, verso la zona ovest di Roma e dopo circa venti minuti giunsero al parcheggio sotterraneo della Standa di via dei Colli Portuensi, dove erano già in attesa Prospero Gallinari e Germano Maccari; nel parcheggio, la cassa fu trasferita senza destare sospetti dal furgone sulla Citroën Ami 8 di Anna Laura Braghetti la quale, tuttavia, non era presente sul luogo, ma attendeva l'arrivo dei brigatisti con Moro in via Montalcini 8. Sarebbero stati infine Moretti, Gallinari e Maccari a portare la Ami 8 con la cassa fino a via Montalcini 8, l'indirizzo dell'appartamento apprestato per fungere da luogo di detenzione di Moro.

### Le prime reazioni
La notizia dell'agguato si diffuse immediatamente in ogni angolo del Paese. Le attività quotidiane furono bruscamente sospese: a Roma i negozi abbassarono le saracinesche, in tutte le scuole d'Italia gli studenti uscirono dalle aule scolastiche riunendosi in assemblee, mentre le trasmissioni televisive e radiofoniche furono interrotte da notiziari in edizione straordinaria. L'agguato e il rapimento furono rivendicati alle ore 10:10 con una telefonata di Valerio Morucci all'agenzia ANSA, che dettava il seguente messaggio: «Questa mattina abbiamo sequestrato il presidente della Democrazia cristiana Moro ed eliminato la sua guardia del corpo, teste di cuoio di Cossiga. Seguirà comunicato. Firmato Brigate Rosse».
Diverse furono le reazioni politiche: Enrico Berlinguer, segretario del PCI, partito che quel giorno stava per votare in parlamento la fiducia al nuovo governo Andreotti, che a sua volta avrebbe dovuto segnare la nascita della stagione del compromesso storico, parlò di un «tentativo estremo di frenare un processo politico positivo», mentre Lucio Magri (DP) paventò l'emanazione di leggi liberticide in reazione alla strage, sostenendo che eventuali provvedimenti in tal senso andavano «proprio sulla strada che la strategia dell'eversione vuole», e per combattere il terrorismo chiese al Paese un'autocritica e un impegno per affrontare i problemi che erano alla base della crisi economica e morale.
Alle 10:30 i tre maggiori sindacati italiani — CGIL, CISL e UIL — proclamarono uno sciopero generale dalle 11:00 a mezzanotte, mentre nelle fabbriche e negli uffici i lavoratori annunciarono scioperi spontanei; migliaia di lavoratori andarono di loro iniziativa a presidiare le sedi dei partiti.
Mario Ferrandi, militante di Prima Linea soprannominato «Coniglio», raccontò che appena si diffuse la notizia del rapimento di Moro e dell'uccisione della scorta (durante una manifestazione dei lavoratori dell'UNIDAL in cassa integrazione) ci fu un momento di stupore seguito da uno di euforia e inquietudine, perché c'era la sensazione che stesse accadendo un avvenimento talmente importante che la situazione politica non sarebbe più stata la stessa. Ferrandi ricordò anche che alcuni studenti presenti al corteo spesero i soldi della cassa del circolo giovanile per comprare spumante e brindare con i lavoratori della mensa.
Alle 10:50 un messaggio firmato dalla colonna brigatista Walter Alasia venne ricevuto dalla sede torinese dell'ANSA: i brigatisti chiesero entro 48 ore la liberazione dei loro compagni detenuti a Torino, oltre a quelli di Azione Rivoluzionaria e dei NAP, specificando che in caso contrario avrebbero ucciso l'ostaggio. La DC decise di respingere qualsiasi ipotesi di ricatto avanzata dai terroristi.

### L'obiettivo delle Brigate Rosse

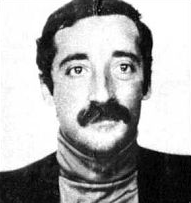
Mario Moretti, componente del Comitato Esecutivo delle Brigate Rosse e principale dirigente della colonna romana durante il sequestro

Due giorni dopo, mentre in San Lorenzo al Verano si celebravano i funerali degli uomini della scorta, venne fatto ritrovare il primo dei nove comunicati che le BR avrebbero inviato nel corso dei 55 giorni del sequestro:
(Brigate Rosse, primo comunicato.)
Lo scopo dichiarato delle BR era generale e rientrava nella loro analisi di quella fase storica: colpire la DC («regime democristiano»), cardine in Italia dello "Stato imperialista delle multinazionali". Quanto al PCI, esso rappresentava non tanto il nemico da attaccare quanto un concorrente da battere. Nell'ottica brigatista, infatti, il successo della loro azione avrebbe interrotto «la lunga marcia comunista verso le istituzioni», per affermare la prospettiva dello scontro rivoluzionario e porre le basi del controllo BR sulla sinistra italiana per una lotta contro il capitalismo. Il loro obiettivo di lotta al capitalismo era in questo simile a quello della RAF tedesca, come venne indicato in seguito nella ricostruzione del rapimento, fatta nel fumetto pubblicato dalla rivista Metropolis, ove viene istituito un parallelo con il di poco precedente sequestro di Hanns-Martin Schleyer, anch'esso conclusosi con l'uccisione del prigioniero.
Nel comunicato n. 2 del 25 marzo le BR ribadivano i concetti già espressi nel loro precedente messaggio, inoltre cercavano di coinvolgere elementi eterogenei della sinistra estrema ricordando l'omicidio di Fausto e Iaio, avvenuto due giorni dopo il rapimento di Moro.
Stando a una dichiarazione di Mario Moretti rilasciata nel 1990, sembra che le Brigate Rosse volessero invece colpire specificamente Moro in quanto artefice principale della solidarietà nazionale e dell'avvicinamento tra DC e PCI, la cui espressione sarebbe stata il governo Andreotti IV. Stando sempre a quanto dichiarato da Mario Moretti, per le BR era rilevante sia il fatto che Moro fosse presidente della DC e che avesse ricoperto per trent'anni incarichi governativi, sia l'urgenza di un'alternativa alla solidarietà nazionale. Un altro brigatista presente in via Fani, Franco Bonisoli, disse che l'organizzazione aveva anche studiato la possibilità di rapire Giulio Andreotti, ma che poi abbandonò questa opzione perché questi godeva di una protezione di polizia troppo forte per le capacità dei brigatisti; Andreotti, su specifica domanda, ha poi dichiarato di essere stato, all'epoca, non scortato. Alberto Franceschini, brigatista arrestato nel 1974 e autore del rapimento Sossi, raccontò di essersi recato a Roma negli anni precedenti al sequestro Moro per verificare quante possibilità vi fossero di sequestrare Andreotti, spiegando che «se si voleva realmente colpire il cuore dello Stato bisognava andare a Roma perché a Roma c'erano i luoghi fisici e le persone importanti».

### La prigionia

Germano Maccari, l'«ingegner Luigi Altobelli» dell'appartamento di via Montalcini

Anna Laura Braghetti, «Camilla», l'insospettabile proprietaria dell'appartamento di via Montalcini 8

In tempi successivi al sequestro si ipotizzò che, durante il periodo della detenzione, la «prigione» di Moro fosse conosciuta: si parlò dell'appartamento sito in via Gradoli a Roma, utilizzato da Mario Moretti e da Barbara Balzerani, ma questo sito era probabilmente troppo piccolo per poter contenere un nascondiglio da adibire a prigione.
Durante i processi che seguirono la cattura dei brigatisti, risultò dalle loro testimonianze che la «prigione del popolo» in cui si trovava Aldo Moro fosse situata in un appartamento di via Camillo Montalcini 8, nei pressi di villa Bonelli, acquistata nel 1977 dalla brigatista Anna Laura Braghetti con i soldi provenienti dal sequestro di Pietro Costa. Durante la prigionia di Moro, nell'appartamento vissero anche la Braghetti, l'insospettabile proprietaria, il suo apparente fidanzato, l'«ingegner Luigi Altobelli» che era in realtà il brigatista Germano Maccari, esperto militante romano amico di Morucci, e Prospero Gallinari, brigatista latitante che, essendo già ricercato, rimase all'interno dell'appartamento per l'intera durata del sequestro e funse da carceriere dell'ostaggio. Mario Moretti, che viveva in prevalenza in via Gradoli insieme a Barbara Balzerani, si recava quasi tutti i giorni in via Montalcini per interrogare Moro ed elaborare la gestione politica del sequestro, in collegamento con gli altri membri del comitato esecutivo.
Lo stesso appartamento sito al piano 1 di via Montalcini 8 che, poche settimane dopo la fine dell'operazione Moro, venne scoperto e tenuto sotto controllo dall'UCIGOS, cosicché i brigatisti, resisi conto di essere pedinati, si videro costretti a smantellare la base e vendere l'appartamento entro i primi di ottobre.
Il luogo della prigione di Moro ha costituito per anni un mistero, fino alla sentenza n. 1267/81 GI dell’8 febbraio 1984 (capitolo XVI, p. 325) del giudice Ferdinando Imposimato, con la quale via Montalcini venne svelata come la sede del covo brigatista, di proprietà della Braghetti, nel quale lo statista DC fu sequestrato ed ucciso.

### Lettere dalla prigionia
scrivo a te, intendendo rivolgermi a Piccoli, Bartolomei, Galloni, Gaspari, Fanfani, Andreotti e Cossiga ai quali tutti vorrai leggere la lettera e con i quali tutti vorrai assumere le responsabilità, che sono ad un tempo individuali e collettive. Parlo innanzitutto della DC alla quale si rivolgono accuse che riguardano tutti, ma che io sono chiamato a pagare con conseguenze che non è difficile immaginare. Certo nelle decisioni sono in gioco altri partiti; ma un così tremendo problema di coscienza riguarda innanzitutto la DC, la quale deve muoversi, qualunque cosa dicano, o dicano nell'immediato, gli altri. Parlo innanzitutto del Partito Comunista, il quale, pur nella opportunità di affermare esigenze di fermezza, non può dimenticare che il mio drammatico prelevamento è avvenuto mentre si andava alla Camera per la consacrazione del Governo che m'ero tanto adoperato a costituire.»
(Lettera a Benigno Zaccagnini recapitata il 4 aprile.)
(Lettera alla moglie Eleonora del 5 maggio 1978.)
(Lettera alla moglie Eleonora del 5 maggio 1978.)
Durante il periodo della sua detenzione, Moro scrisse 86 lettere ai principali esponenti della Democrazia Cristiana, alla famiglia, ai principali quotidiani e a papa Paolo VI, di cui era amico personale. Alcune arrivarono a destinazione, altre non furono mai recapitate e vennero ritrovate in seguito nel covo di via Monte Nevoso a Milano. Attraverso le lettere Moro cercò di aprire una trattativa con i colleghi di partito e con le massime cariche dello Stato.
È stato ipotizzato che in queste lettere Moro abbia inviato messaggi criptici alla sua famiglia e ai suoi colleghi di partito. Secondo lo scrittore Leonardo Sciascia (L'Affaire Moro", Sellerio editore, 1978), nelle lettere medesime Moro aveva l'intenzione di inviare agli investigatori messaggi sulla localizzazione del covo, per segnalare che esso (almeno nei primi giorni del sequestro) si trovasse nella città di Roma: «Io sono qui in discreta salute» (lettera di Aldo Moro del 27 marzo 1978, non recapitata a sua moglie Eleonora Moro). Sciascia era certo che nelle lettere Moro cercasse "di comunicare qualche elemento che potesse servire ad orientare le ricerche per ritrovarlo" e a suo avviso l'inciso "che io mi trovo sotto un dominio pieno ed incontrollato" scritto nella lettera a Cossiga recapitata il 29 marzo 1978, conterrebbe un possibile messaggio criptico di Moro circa il luogo della sua prigione indirizzato agli investigatori.
La moglie Eleonora Moro, sentita come testimone durante il processo, disse che in alcuni passaggi delle lettere Moro le faceva capire di trovarsi nella capitale. Il teologo e giornalista Gianni Gennari testimoniò che "un gruppo di persone, tra gli amici di Moro (tra esse per esempio il prof. Giorgio Bachelet, fratello di Vittorio Bachelet, vicepresidente del Consiglio Superiore della Magistratura, il prof. Filippo Sacconi e il Dr. Alberto Malavolti), si erano dati da fare immediatamente, ancora nei giorni della sua prigionia, per capire qualcosa di più sulle sue lettere e su possibili 'messaggi' contenuti in esse. Sapevano, loro, e così mi hanno riferito, che Moro, soffrendo di insonnia frequente, durante le sue notti si dilettava con grande competenza di enigmistica, di rebus, di anagrammi, e pensarono di leggere con quel particolare "filtro" i testi delle lettere che arrivavano dalla prigione delle BR". Successivamente, in diverse trasmissioni televisive (condotte da Guglielmo Zucconi prima e da Andrea Vianello dopo), si discusse sugli "anagrammi di Moro", cercando di interpretare alcune frasi fuori contesto all'interno del suo epistolario.
Carlo Gaudio, illustre medico universitario e scrittore, nel 2022 ha pubblicato un libro, "L'urlo di Moro" (Rubbettino Editore, premio per la saggistica "Mario Pannunzio" 2022), con una  acuta decifrazione degli anagrammi contenuti nelle lettere di Aldo Moro durante la sua prigionia. Un esempio chiave è il perfetto anagramma celato nel celebre inciso "che io mi trovo sotto un dominio pieno ed incontrollato", che in realtà rivelerebbe: "e io so che mi trovo dentro il p.o uno di Montalcini n.o otto". Questo messaggio criptato, inviato a Cossiga, Ministro degli Interni, indicava l'esatto luogo della prigionia di Moro: l'appartamento di via Montalcini numero 8. Gaudio sostiene che Aldo Moro, nonostante la prigionia e la censura delle Brigate Rosse, fosse tanto lucido (come con forza lo statista rivendicava in molti passaggi delle lettere) da riuscire a far pervenire i suoi messaggi segreti ai destinatari, grazie a questa tecnica di 'autocensura'. Tuttavia, nessuno ha raccolto e decifrato questi messaggi di Moro prima della sua uccisione o nei quarantaquattro anni successivi.
Nella lettera recapitata l'8 aprile, Moro lancia un esplicito anatema: «Naturalmente non posso non sottolineare la cattiveria di tutti i democristiani che mi hanno voluto nolente ad una carica, che, se necessaria al Partito, doveva essermi salvata accettando anche lo scambio dei prigionieri. Sono convinto che sarebbe stata la cosa più saggia. Resta, pur in questo momento supremo, la mia profonda amarezza personale. Non si è trovato nessuno che si dissociasse? Bisognerebbe dire a Giovanni che significa attività politica. Nessuno si è pentito di avermi spinto a questo passo che io chiaramente non volevo? E Zaccagnini? Come può rimanere tranquillo al suo posto? E Cossiga che non ha saputo immaginare nessuna difesa? Il mio sangue ricadrà su di loro».
La lettera scritta a Zaccagnini era indirettamente rivolta al PCI, in quanto c'era anche scritto: «I comunisti non dovevano dimenticare che il mio drammatico prelevamento è avvenuto mentre si andava alla Camera per la consacrazione del Governo che mi ero tanto adoperato a costruire».
Nella lettera senza destinatario recapitata tra il 9 e il 10 aprile domanda: «Vi è forse, nel tener duro contro di me, un'indicazione americana e tedesca?» (lettera di Aldo Moro su Paolo Emilio Taviani allegata al comunicato delle Brigate Rosse n. 5).
Pochi mesi dopo l'uccisione dell'ostaggio, copie di alcune lettere non ancora note furono trovate dagli uomini del generale Carlo Alberto dalla Chiesa in una casa che i terroristi utilizzavano a Milano (nota come «covo di via Monte Nevoso»), e nello stesso appartamento ne furono trovate altre nel 1990, durante lavori di ristrutturazione.
Buona parte del mondo politico di allora ritenne, che Moro non avesse piena libertà di scrittura: le lettere sarebbero state da considerarsi, se non dettate, quantomeno controllate o ispirate dai brigatisti. Anche alcuni appartenenti al «comitato degli esperti» voluto da Cossiga, tra cui il criminologo Franco Ferracuti, in un primo tempo affermarono che Moro era stato sottoposto a tecniche di lavaggio del cervello da parte delle BR. Certe affermazioni di Moro, per esempio i passaggi in cui parla di scambi di «prigionieri», al plurale, fanno supporre che le Brigate Rosse gli avessero lasciato intendere di non essere l'unica persona sequestrata. È possibile che l'ostaggio ritenesse che anche alcuni uomini della sua scorta, o forse altre personalità rapite altrove, si trovassero nelle sue medesime condizioni, e che quindi gli eventuali tentativi di accordo per la liberazione che cercava di portare avanti dovessero riguardare tutti gli ipotetici sequestrati. Anni dopo, Cossiga avrebbe ammesso di essere stato lui a scrivere parte del discorso tenuto da Andreotti in cui si affermava che le lettere di Moro erano da considerarsi «non moralmente autentiche».
Giovanni Spadolini cercò di giustificare il tono e il contenuto delle lettere, sostenendo che erano state scritte sotto imposizione, ma dalle inchieste e dalle testimonianze è emerso che Moro non fu mai torturato o minacciato durante il sequestro, e a tal proposito Indro Montanelli criticò severamente gli scritti del presidente democristiano durante la prigionia, affermando che «tutti a questo mondo hanno diritto alla paura. Ma un uomo di Stato (e lo Stato italiano era Moro) non può cercare d'indurre lo Stato ad una trattativa con dei terroristi che, oltre tutto, nel colpo di via Fani avevano lasciato sul selciato cinque cadaveri fra carabinieri e poliziotti».

### I comunicati e la trattativa

Muro con manifesto appeso all'indomani del rapimento

Durante i 55 giorni del sequestro Moro le Brigate Rosse recapitarono nove comunicati con i quali, assieme alla risoluzione della direzione strategica, ossia l'organo direttivo della formazione armata, spiegarono i motivi del sequestro e le condizioni poste per una trattativa per la liberazione del prigioniero; questi erano documenti lunghi e a volte poco chiari. Nel comunicato n. 3 si legge:
E ancora:
Le Brigate Rosse proposero, attraverso il comunicato n. 8, di scambiare la vita di Moro con la libertà di 13 terroristi in quel momento in carcere, il cosiddetto «fronte delle carceri», accettando persino di scambiare Moro con un singolo brigatista incarcerato, anche non di spicco, pur di poter aprire trattative alla pari con lo Stato. Un riconoscimento venne comunque ottenuto quando in data 22 aprile papa Paolo VI rivolse un drammatico appello pubblico col quale supplicava «in ginocchio» gli «uomini delle Brigate Rosse» di rendere Moro alla sua famiglia e ai suoi affetti, specificando tuttavia che ciò doveva avvenire «senza condizioni».
La politica si divise in due fazioni: da una parte il fronte della fermezza, composto dalla DC, dal PSDI, dal PLI, e con particolare insistenza dal Partito Repubblicano (il cui leader Ugo La Malfa proponeva il ripristino della pena di morte per i terroristi), che rifiutava qualsiasi ipotesi di trattativa, e il fronte possibilista, nel quale spiccavano il Partito Socialista Italiano di Bettino Craxi, i radicali, la sinistra non comunista, i cattolici progressisti come Raniero La Valle, uomini di cultura come Leonardo Sciascia. Gli estremi del «no» alla trattativa, anche se con atteggiamenti diversi, erano PCI e MSI. All'interno dei due schieramenti sussistevano tuttavia posizioni in dissenso con la linea ufficiale: una parte della DC era per il dialogo, tra cui il Presidente della Repubblica Giovanni Leone (che fino all'ultimo si disse pronto a concedere la grazia alla brigatista detenuta Paola Besuschio, se ciò avesse potuto impedire l'uccisione di Moro) e il Presidente del Senato Amintore Fanfani; nel PCI Umberto Terracini era per un atteggiamento «elastico»; tra i socialdemocratici Giuseppe Saragat era in dissenso dalla posizione ufficiale del segretario Pier Luigi Romita; infine, tra i socialisti Sandro Pertini dichiarò di non voler assistere al funerale di Moro ma neppure a quello della Repubblica.
Secondo il fronte della fermezza, la scarcerazione di alcuni brigatisti avrebbe costituito una resa da parte dello Stato, non solo per l'acquiescenza a condizioni imposte dall'esterno, ma per la rinuncia all'applicazione delle sue leggi e alla certezza della pena; una trattativa coi rapitori inoltre avrebbe potuto creare un precedente per nuovi sequestri, strumentali al rilascio di altri brigatisti, o all'ottenimento di concessioni politiche e, più in generale, una trattativa con i terroristi avrebbe rappresentato un riconoscimento politico delle Brigate Rosse; di contro la linea del dialogo avrebbe aperto alla possibilità di una rappresentanza partitica e parlamentare del loro braccio armato, e posto questioni di legittimità in merito alle loro richieste. I metodi intimidatori e violenti, e la non accettazione delle regole basilari della politica, ponevano il terrorismo al di fuori del dibattito istituzionale, indipendentemente dal merito delle loro richieste.
Prevalse il primo orientamento, anche in considerazione del gravissimo rischio di ordine pubblico e di coesione sociale che si sarebbe corso presso la popolazione, e in particolare, presso le forze dell'ordine, che in quegli anni avevano pagato un tributo di sangue già insostenibile a causa dei terroristi, anche perché durante i due mesi del sequestro le BR continuarono a spargere sangue nel Paese, uccidendo gli agenti di custodia Lorenzo Cotugno (a Torino, l'11 aprile) e Francesco De Cataldo (a Milano, il 20 aprile). Il tragico epilogo con cui si concluse il sequestro Moro anticipò comunque una presa di posizione definitiva da parte del mondo politico.
Alcuni autori, tra cui il fratello di Moro Carlo Alfredo, fecero in seguito notare alcune apparenti incongruenze nei comunicati delle BR. Un primo punto riguardò la totale assenza di riferimenti al progetto di Moro di apertura del governo al PCI, benché il rapimento fosse stato effettuato lo stesso giorno in cui il governo doveva formarsi, e nonostante l'esistenza di comunicati, precedenti e successivi agli eventi, in cui si trovavano espliciti riferimenti e dichiarazioni di contrarietà al progetto da parte dei brigatisti. Anche una lettera indirizzata a Zaccagnini da parte di Moro, con un riferimento al progetto, venne fatta riscrivere in una forma in cui questo era omesso. Un secondo punto riguardava i continui riferimenti contenuti nei comunicati, ove i brigatisti assicuravano che tutto ciò che riguardava il «processo» a Moro e i suoi interrogatori sarebbe stato reso pubblico. Tuttavia, mentre nel caso di altri rapimenti, come quello del giudice Giovanni D'Urso, addetto alla direzione generale degli affari penitenziari, questa diffusione del materiale era stata effettuata anche senza essere ribadita in maniera così forte e con materiale ben meno importante, nel caso Moro questa diffusione non si ebbe mai, e solo con la scoperta del covo di via Monte Nevoso a Milano furono scoperti e divulgati sia il memoriale Moro (inizialmente in una versione ridotta, presente solo in fotocopia) sia alcune lettere, inizialmente non diffuse. Gli stessi brigatisti hanno affermato di aver distrutto le bobine degli interrogatori e gli originali degli scritti di Moro, in quanto ritenuti non importanti, nonostante in questi vi fossero riferimenti all'organizzazione Gladio e alla connivenza di parte della DC e dello Stato nella strategia della tensione, che ben sembrano identificarsi con il tipo di rivelazioni che le Brigate Rosse andavano cercando.
Mentre papa Paolo VI e il segretario generale delle Nazioni Unite Kurt Waldheim continuavano ad appellarsi alle BR per la liberazione del prigioniero, Craxi – sulla scorta di una risoluzione della direzione del suo partito – incaricò Giuliano Vassalli di trovare, nei fascicoli pendenti, il nome di qualche brigatista che potesse essere rilasciato in segno di buona condotta. Si pensò a Paola Besuschio, ex studentessa di Trento arrestata nel 1975: accusata di rapine «proletarie» e indiziata per il ferimento del democristiano Massimo De Carolis, consigliere comunale di Milano, era stata condannata a 15 anni e in quel momento era malata. Più tardi si pensò ad Alberto Buonoconto, un nappista anch'egli malato in carcere a Trani, ma le BR volevano che fossero scarcerati i membri ritenuti tra i più pericolosi (Ferrari, Franceschini, Ognibene, Curcio) e anche delinquenti comuni politicizzati, come Sante Notarnicola.
Oltre a questi comunicati, durante il sequestro, il 18 aprile fu diffuso un falso comunicato (solitamente indicato come falso comunicato n. 7), scritto da un falsario, annunciante che il cadavere di Aldo Moro si trovava nel lago Duchessa.
Una analisi statistica a cluster sullo stile dei comunicati brigatisti, effettuati circa 40 anni dopo gli eventi, mostra con grande evidenza la differenza stilistica fra il falso communicato  n.7 (indicante la presenza del cadavere nel lago Moro) e gli altri comunicati BR, e inoltra evidenza che i comunicati autentici sono suddivisibili in due diversi cluster: il primo include i comunicati 1, 2, 3, 4 e 5, il secondo include i rimanenti (6, 7, 8, 9)  .
Infine, quasi un mese dopo la conclusione del caso, il 20 Maggio venne fatto ritrovare un decimo comunicato, probabilmente falso, o quanto meno non attribuibile al nucleo brigatista che aveva gestito il sequestro  .

### I comitati di crisi
Per far fronte alla crisi causata dal rapimento di Moro, lo Stato si avvalse dei servizi di sicurezza italiani, che peraltro erano stati poco prima riformati: il 14 ottobre 1977 era stata infatti approvata la legge che divideva il SID in due parti: il SISMI e il SISDE, coordinati dal CESIS. Il 31 gennaio 1978 presso la Polizia di Stato era poi nato anche l'UCIGOS.
Lo stesso 16 marzo 1978 il ministro dell'interno Francesco Cossiga istituì due comitati di crisi ufficiali:
- Un «comitato tecnico-politico-operativo», presieduto dallo stesso Cossiga e, in sua vece, dal sottosegretario Nicola Lettieri, di cui facevano anche parte i comandanti di Polizia, Carabinieri e Guardia di Finanza, oltre ai direttori (da poco nominati) del SISMI e del SISDE, al segretario generale del CESIS, al direttore dell'UCIGOS e al questore di Roma.
- Un «comitato informazione», di cui facevano parte i responsabili dei vari servizi: SISMI, SISDE, CESIS e SIOS.
- Fu creato anche un terzo comitato non ufficiale, denominato «comitato di esperti», che non si riunì mai collegialmente. Della sua esistenza si seppe solo nel maggio 1981, quando Cossiga ne rivelò l'esistenza alla Commissione Moro, senza però rivelarne le attività e le decisioni. Di questo organismo facevano parte, tra gli altri: Steve Pieczenik (funzionario della sezione antiterrorismo del Dipartimento di Stato americano), il criminologo Franco Ferracuti, Stefano Silvestri, Vincenzo Cappelletti (direttore generale dell'Istituto per l'Enciclopedia italiana) e Giulia Conte Micheli.[48][49]

Nonostante queste novità, nei mesi in cui maturò e fu eseguito il sequestro Moro nessun servizio segreto fu predisposto a combattere l'eversione interna. I comitati agirono in base a norme superate: la pianificazione dei provvedimenti da adottare in caso di emergenza risaliva agli anni cinquanta, e non era stata aggiornata neppure dopo la crescita allarmante del terrorismo. Le ragioni per cui ciò accadde possono essere attribuite alla smobilitazione degli stessi servizi, alla rimozione dei funzionari migliori e ai facili permessi d'uscita concessi ai detenuti, oltre al fatto che nel Paese si era diffusa un'atmosfera di rassegnazione (se non di indulgenza) verso il terrorismo di sinistra, tanto che nei processi gli autori di attentati godevano di attenuanti in quanto avrebbero agito «per motivi di particolare valore morale e sociale», Prima Linea veniva considerata una semplice associazione sovversiva (anziché una banda armata), mentre Magistratura democratica – o perlomeno l'ala romana – nutriva ostilità verso lo Stato simpatizzando per i miti rivoluzionari; al punto che il politologo Giorgio Galli affermò che il terrorismo era diventato «un fenomeno storico comprensibile (anche se non giustificabile) in una fase di trasformazione sociale ostacolata da una classe politica corrotta».

### L'uccisione di Moro e il rinvenimento del corpo
(Dal comunicato n. 9.)
Dalle deposizioni rilasciate alla magistratura è emerso che non tutto il vertice brigatista fosse concorde con il verdetto di condanna a morte. Lo stesso Moretti telefonò direttamente alla moglie di Moro il 30 aprile 1978 per premere sui vertici della DC affinché accettassero la trattativa: la telefonata fu registrata dalle forze dell'ordine. La brigatista Adriana Faranda citò una riunione notturna tenuta a Milano di poco precedente l'uccisione di Moro, ove ella e altri terroristi (Valerio Morucci, Franco Bonisoli e forse altri) erano in dissenso, tanto che la decisione finale sarebbe stata messa ai voti. Il 3 maggio Morucci e Faranda incontrarono Moretti in piazza Barberini e ribadirono la loro contrarietà all'omicidio.
Il 9 maggio, dopo 55 giorni di detenzione, al termine di un «processo del popolo», Moro fu assassinato per mano di Mario Moretti, con la complicità di Germano Maccari, anche se per molti anni, fino alla confessione di Moretti, si pensò che a sparare fosse stato Prospero Gallinari. Il cadavere fu ritrovato il giorno stesso in una Renault 4 rossa in via Michelangelo Caetani, in pieno centro di Roma.
Secondo quanto affermato dai brigatisti più di un decennio dopo l'omicidio, Moro fu fatto alzare alle 6:00 con la scusa di essere trasferito in un altro covo. Franco Bonisoli ha invece raccontato che a Moro venne riferito di esser stato graziato (e quindi liberato), una bugia definita dallo stesso brigatista «pietosa», detta per «non farlo soffrire inutilmente»: venne infilato in una cesta di vimini e portato nel garage del covo di via Montalcini. Fu fatto entrare nel portabagagli di una vettura rubata alcuni mesi prima, una Renault 4 rossa targata Roma N57686, e venne coperto con un lenzuolo rosso. Mario Moretti allora sparò alcuni colpi prima con una pistola Walther PPK calibro 9 mm x 17 corto e poi, dopo che la pistola si era inceppata, con una mitragliatrice Samopal Vzor.61 (nota come Skorpion) calibro 7,65 mm, con cui sparò una raffica di 11 colpi che perforarono i polmoni dell'ostaggio, uccidendolo. Secondo altre fonti, l'arma con cui fu ucciso Moro non sarebbe stata una mitragliatrice Skorpion ma una pistola Beretta bifilare a canna lunga, con un caricatore da 14 colpi e un silenziatore, un'arma che allora era in dotazione soltanto ai servizi di sicurezza e a corpi speciali.
Alcune incongruenze riguardano però le modalità dell'esecuzione: seppur la pistola che inizialmente venne adoperata per sparare a Moro poteva esser silenziata, difficilmente lo poteva essere la mitraglietta, in quanto il silenziatore non permette la totale soppressione del rumore.

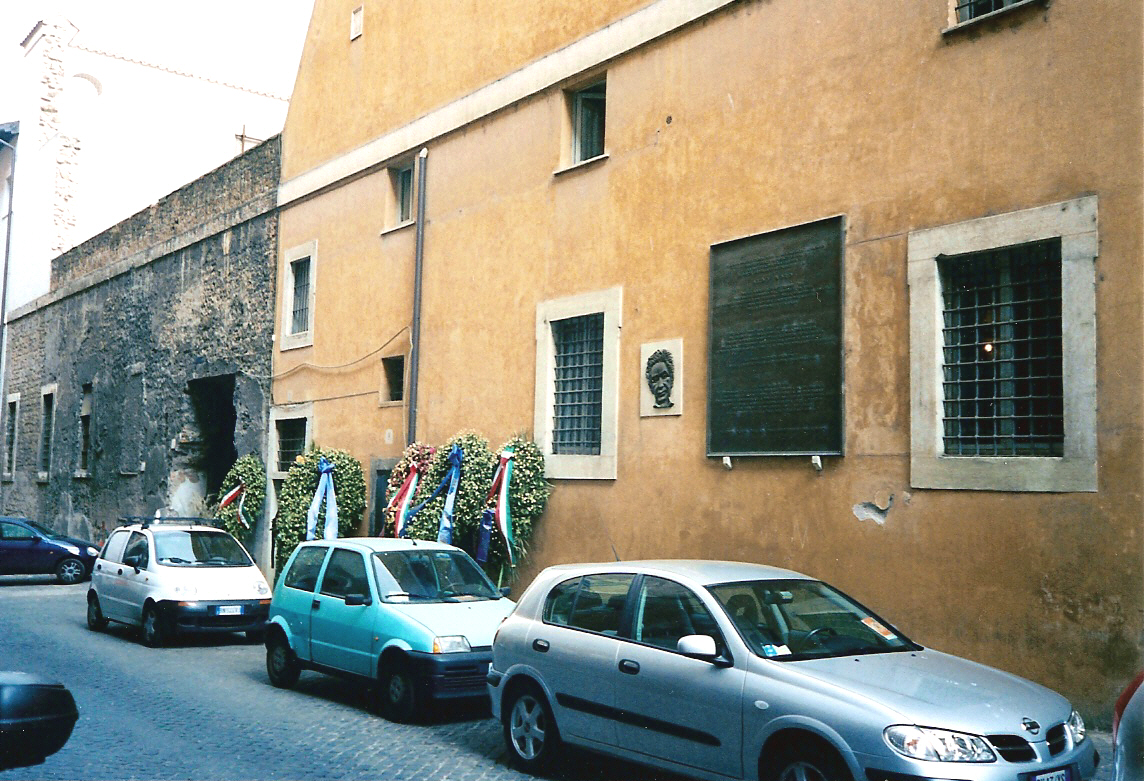
Roma, via Caetani: la targa in ricordo di Aldo Moro nel luogo del ritrovamento del corpo

Una volta eseguito l'omicidio, l'auto con il cadavere di Moro fu portata da Moretti e Maccari, senza effettuare soste intermedie, in via Caetani nel centro storico di Roma, vicino alle sedi nazionali della DC e del PCI, dove fu lasciata parcheggiata circa un'ora dopo. All'ultimo tratto del percorso parteciparono su una Simca anche Bruno Seghetti e Valerio Morucci, in funzione di copertura. Dopo aver perso tempo a cercare un posto sicuro da cui telefonare e contattare uno dei collaboratori di Moro, verso le 12:30 Valerio Morucci riuscì a effettuare la telefonata finale con il professor Francesco Tritto, uno degli assistenti di Moro, qualificandosi inizialmente come il «dottor Nicolai». Con tono freddo chiese a Tritto, «adempiendo alle ultime volontà del presidente», di comunicare subito alla famiglia che il corpo di Aldo Moro si trovava nel bagagliaio di una Renault 4 rossa, «i primi numeri di targa sono N5...», in via Caetani.
Alcune testimonianze hanno affermato che la macchina era stata portata in via Caetani nelle prime ore del mattino, tra le 7:00 e le 8:00, e abbandonata fino a quando gli assassini ritennero opportuno avvertire. Altre testimonianze, invece, affermarono di aver visto la Renault parcheggiata soltanto intorno alle 12:30 e non prima. È da notare che il buco di alcune ore tra l'abbandono dell'auto secondo la ricostruzione dei brigatisti e le prime telefonate di rivendicazione sarebbe giustificato dalla circostanza che nessuno dei tentativi di contatto telefonico fatti da Moretti con conoscenti e amici di Moro per annunciare dove fosse possibile ritrovare il cadavere era andato a buon fine prima della telefonata al professor Tritto.
La telefonata a Tritto venne intercettata e quindi furono le forze dell'ordine ad arrivare per prime in via Caetani. Qualche minuto prima delle 14:00, i segretari di tutti i partiti politici sapevano che il cadavere ritrovato nella Renault 4 rossa targata Roma N57686 era proprio quello di Aldo Moro. La morte risaliva, secondo i risultati autoptici, tra le 9:00 e le 10:00 della mattina stessa, orario però incompatibile con la ricostruzione data dai brigatisti (per cui l'esecuzione sarebbe avvenuta tra le 7:00 e le 8:00).

Ritrovamento del corpo di Moro in via Caetani

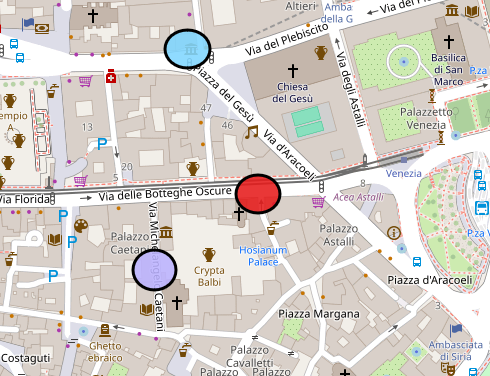
Mappa della zona in cui fu rinvenuto: pallino viola cadavere di Moro, rosso sede PCI, azzurro sede DC

Il corpo di Moro, quando fu estratto dagli artificieri, era ripiegato e irrigidito. Indossava lo stesso abito scuro del giorno del rapimento con la camicia bianca a righine, e la cravatta ben annodata; era macchiato di sangue (ma le ferite erano approssimativamente state tamponate con dei fazzolettini), e sia nei risvolti dei pantaloni sia nei calzini fu trovata una certa quantità di sabbia e terriccio e alcuni resti vegetali (i brigatisti sosterranno poi durante i processi di aver appositamente sporcato le scarpe e i pantaloni di sabbia per depistare eventuali indagini sulla localizzazione del covo in cui Moro era tenuto prigioniero). Il cadavere presentava un'altra ferita, su una coscia, una piaga purulenta mai curata; è probabile che fosse una ferita d'arma da fuoco ricevuta il giorno dell'agguato di via Fani. Sotto il corpo e sul tappeto dell'auto c'erano bossoli di cartucce. In un angolo del bagagliaio, dalla parte dov'era sistemata la ruota di scorta sulla quale poggiava la testa di Moro, c'erano le catene da neve e qualche ciuffo di capelli grigi. Ai piedi del cadavere c'era una busta di plastica con un bracciale e l'orologio.
Basandosi sia sulla sabbia e sui resti vegetali trovati sul cadavere e sull'auto, sia sulle incongruenze sui tempi tra quanto dichiarato dai brigatisti e quanto rilevato dall'autopsia, il fratello di Moro, Carlo Alfredo, magistrato, in un suo libro ha proposto la teoria secondo la quale l'ultima prigione dell'ostaggio non sarebbe stata quella di via Montalcini, ma sarebbe stata situata nei pressi di una località marina. Inoltre, secondo Carlo Alfredo Moro e altri, le conclusioni dell'autopsia sul corpo, che fu trovato in buone condizioni fisiche, soprattutto in merito al tono muscolare generale, lascerebbero supporre che durante la detenzione Moro abbia avuto una certa libertà di movimento e la possibilità di scrivere la numerosissima mole di documenti prodotti durante la prigionia in una situazione relativamente agevole (sedia e tavolo), condizione ben lontana da quella che si sarebbe avuta nei pochi metri quadrati concessogli nel covo di via Montalcini. Questi risultati dell'esame autoptico, uniti ad alcune contraddizioni nelle confessioni tardive dei brigatisti, lasciano comunque molti dubbi sul luogo o sui luoghi in cui fu detenuto in prigionia Aldo Moro e sulle dimensioni anguste della presunta cella nella «prigione del popolo».
Mentre la notizia si diffondeva si accalcò una piccola folla, tenuta a debita distanza dalla polizia. Accorsero sul luogo anche esponenti politici come il senatore del PCI Ugo Pecchioli e Francesco Cossiga, che poche ore dopo rassegnò le proprie dimissioni da ministro dell'interno.
(Giovanni Fasanella, Mario Mori, Ad alto rischio, Mondadori, 2011)

Commemorazione funebre per Moro. In prima fila da sinistra: il Presidente della Camera Ingrao, il Presidente della Repubblica Leone, il Presidente del Senato Fanfani, il Presidente del Consiglio Andreotti

La famiglia Moro rifiutò ogni celebrazione ufficiale, diffondendo la seguente nota: «La famiglia desidera che sia pienamente rispettata dalle autorità dello Stato e di partito la precisa volontà di Aldo Moro. Ciò vuol dire: nessuna manifestazione pubblica o cerimonia o discorso; nessun lutto nazionale, né funerali di Stato o medaglie alla memoria. La famiglia si chiude nel silenzio e chiede silenzio. Sulla vita e sulla morte di Aldo Moro giudicherà la storia.»
Il successivo 13 maggio si tenne una solenne commemorazione funebre nella basilica di San Giovanni in Laterano, a cui parteciparono le principali personalità politiche italiane e che venne trasmessa in televisione. Il rito fu celebrato dal cardinale vicario Ugo Poletti ed, eccezionalmente, vi presenziò anche papa Paolo VI, che pronunciò un'accorata omelia per l'amico assassinato. La cerimonia tuttavia si svolse senza il feretro di Moro per esplicito volere della famiglia, che non vi partecipò, ritenendo che lo Stato italiano poco o nulla avesse fatto per salvare la vita dello statista, rifiutando i funerali di Stato e svolgendo le esequie in forma privata presso la chiesa di san Tommaso di Torrita Tiberina (RM), comune ove Moro aveva amato soggiornare e nel cui cimitero fu sepolto.

## I processi e le condanne

Detenuti brigatisti nelle gabbie a Roma durante il processo per il sequestro Moro (1982). Si riconoscono da sinistra: Cristoforo Piancone, Rocco Micaletto (di spalle), Mario Moretti, Lauro Azzolini e Prospero Gallinari (con gli occhiali).

A distanza di pochi giorni dall'epilogo della tragedia si ebbero i primi arresti di brigatisti coinvolti nell'agguato di via Fani e all'uccisione di Moro. Furono arrestati Enrico Triaca, un tipografo che s'era messo a disposizione di Mario Moretti, poi Valerio Morucci e Adriana Faranda.
Il 24 gennaio 1983 la Corte d'assise di Roma, presieduta dal giudice Severino Santiapichi, al termine di un processo durato nove mesi che riuniva le istruttorie Moro-uno e Moro-bis portate a termine dai giudici istruttori Ferdinando Imposimato e Rosario Priore, inflisse 32 ergastoli e 316 anni di carcere a 63 imputati; furono decise anche quattro assoluzioni e tre amnistie. Furono applicate le norme di legge che concedevano un trattamento di favore ai collaboratori di giustizia e furono riconosciute alcune attenuanti ai dissociati. Il 14 marzo 1985, nel processo d'appello, i giudici diedero maggior valore alla dissociazione (scelta fatta da Adriana Faranda e Valerio Morucci) cancellando 10 ergastoli e riducendo la pena ad alcuni imputati. Pochi mesi dopo, il 14 novembre, la Cassazione confermò sostanzialmente il giudizio d'appello.
Negli anni successivi furono celebrati tre nuovi processi (Moro-ter, Moro-quater e Moro-quinquies) che condannarono altri brigatisti per il loro coinvolgimento in azioni eversive svolte a Roma fino al 1982 e in alcuni risvolti del caso Moro.
Nei confronti dei quindici brigatisti coinvolti direttamente nella vicenda furono emessi i seguenti giudizi:
- Rita Algranati: ultima a essere catturata fra i terroristi coinvolti nel caso Moro, a Il Cairo nel 2004, sta scontando l'ergastolo. Fu la «staffetta» del commando brigatista in via Fani.
- Barbara Balzerani: catturata nel 1985 e condannata all'ergastolo, ha ottenuto la libertà vigilata nel 2006. In via Fani presidiava l'incrocio con via Stresa armata di una CZ Scorpion, arma che il 9 maggio ucciderà Aldo Moro. Durante il sequestro occupava la base di via Gradoli 96 nella quale conviveva con Mario Moretti.
- Franco Bonisoli: catturato nella base di via Monte Nevoso 8 a Milano il 1º ottobre 1978, è stato condannato all'ergastolo ma in seguito ha ottenuto in semilibertà. In via Fani sparò sulla scorta di Moro e alla conclusione del sequestro portò nel covo di Milano il memoriale e le lettere dello statista, ritrovate in una prima tranche contemporaneamente al suo arresto e in una seconda tranche l'8 ottobre 1990.
- Anna Laura Braghetti: arrestata nel 1980, condannata all'ergastolo, ha ottenuto la libertà condizionale dal 2002. Durante il sequestro non era ancora in clandestinità: era l'intestataria e l'inquilina «ufficiale», insieme con Germano Maccari, dell'appartamento di via Montalcini 8 a Roma, tuttora l'unica prigione accertata di Moro.
- Alessio Casimirri: fuggito in Nicaragua, dove gestisce un ristorante, è l'unico a non essere mai stato arrestato né per il caso Moro né per altri reati. In via Fani presidiava con Alvaro Lojacono la parte alta della strada.
- Raimondo Etro: catturato nel 1996, è stato condannato a 24 anni e 6 mesi, poi ridotti a 20 anni e 6 mesi, terminando anticipatamente la sua pena nel 2010. Non era presente in via Fani, ma fu il custode delle armi usate nella strage.
- Adriana Faranda: arrestata nel 1979, è tornata in libertà nel 1994 dopo essersi dissociata dalla lotta armata. Non è stata accertata in sede giudiziaria la sua presenza in via Fani. Fu, assieme a Valerio Morucci, la «postina» del sequestro Moro.
- Raffaele Fiore: catturato nel 1979 e condannato all'ergastolo, ha ottenuto la libertà condizionata nel 1997. In via Fani sparò sulla scorta di Moro, anche se il suo mitra si inceppò quasi subito.
- Prospero Gallinari: all'epoca del caso Moro già latitante per il sequestro del giudice Mario Sossi, è stato catturato nel 1979. Dal 1994 al 2007 ha ottenuto la sospensione della pena per motivi di salute, ottenendo gli arresti domiciliari. È deceduto il 14 gennaio 2013. In via Fani sparò sulla scorta di Moro e durante il sequestro era rifugiato nel covo brigatista di via Montalcini 8, unica prigione di Moro accertata in sede giudiziaria.
- Maurizio Iannelli: catturato nel 1980 e condannato a due ergastoli, ha ottenuto la libertà vigilata nel 2003. In seguito ha collaborato come regista a vari programmi della Rai (Amore criminale, Sopravvissute).
- Alvaro Lojacono: coinvolto anche negli omicidi di Miki Mantakas e Girolamo Tartaglione, nel 1980 espatriò in Svizzera (Paese d'origine della madre), ove nel 1986 ottenne la cittadinanza. Poiché il diritto svizzero non prevede l'estradizione per i suoi cittadini, non è mai stato estradato in Italia, anche se ha scontato 11 anni di carcere svizzero (per il solo omicidio di Tartaglione). In via Fani presidiava con Alessio Casimirri la parte alta della strada e con lui era sull'auto che bloccò da dietro la colonna di auto con a bordo Moro e la sua scorta, subito prima della strage.
- Germano Maccari: arrestato solo nel 1993, rimesso in libertà per decorrenza dei termini e poi riarrestato dopo aver ammesso il suo coinvolgimento nel sequestro, viene condannato a 30 anni, poi ridotti a 26, nell'ultimo processo celebrato sul caso Moro. È morto per aneurisma cerebrale nel carcere di Rebibbia il 25 agosto 2001. Insieme con Anna Laura Braghetti era l'inquilino «ufficiale» dell'appartamento di via Montalcini 8, unica prigione di Moro finora accertata, sotto il falso nome di «ingegner Luigi Altobelli».
- Mario Moretti: catturato nel 1981 e condannato a sei ergastoli. Nel 1994 ha ottenuto la semilibertà e in seguito ha lavorato in una cooperativa di informatica che ha offerto anche consulenza all'amministrazione regionale della Lombardia.[75] Rappresentante del Comitato Esecutivo delle Brigate Rosse presso la colonna romana, oltre a dirigere l'intera operazione e a effettuare sopralluoghi poco prima dell'agguato, in via Fani era alla guida della Fiat 128 targata "corpo diplomatico" che bloccò il corteo delle auto di Moro e della scorta avviando l'imboscata. Nonostante alcune testimonianze oculari, non è stato accertato in sede giudiziaria che abbia sparato. Durante il sequestro occupava con Barbara Balzerani la base di via Gradoli 96 e si recava a interrogare Moro nel luogo della sua detenzione e periodicamente a Firenze e Rapallo per riunioni con il Comitato esecutivo delle BR. Tempo dopo il processo confessò anche di essere stato l'unico esecutore materiale dell'omicidio di Moro scagionando così, dal punto di vista morale e non giudiziario, Prospero Gallinari che ne era precedentemente stato accusato e condannato.
- Valerio Morucci: arrestato nel 1979, venne condannato a 30 anni dopo essersi dissociato dalla lotta armata. Rilasciato nel 1994, in seguito si è occupato di informatica, come Moretti. In via Fani sparò sulla scorta di Moro e durante il sequestro fu il "postino" delle Brigate Rosse assieme alla sua compagna Adriana Faranda, oltre a effettuare quasi tutte le telefonate legate al sequestro, compresa l'ultima in cui comunicò a Franco Tritto l'ubicazione del corpo di Moro.
- Bruno Seghetti: catturato nel 1980 e condannato all'ergastolo, è stato ammesso al lavoro esterno nell'aprile del 1995 per poi ottenere la semilibertà nel 1999, revocatagli nel 2001 in seguito ad alcune irregolarità, per cui è tornato detenuto. Ha lavorato anche per la cooperativa 32 dicembre di Prospero Gallinari. In via Fani era alla guida dell'auto con la quale Moro venne portato via dopo l'agguato.

Nel 2018, cioè dopo 35 anni dal primo processo, i brigatisti che stavano ancora scontando la pena erano la Algranati che scontava l'ergastolo con i benefici esterni e Moretti che era in stato di semilibertà con rientro obbligatorio in carcere, mentre la Balzerani beneficiava della libertà condizionale..

## Le conseguenze politiche

Francobollo commemorativo emesso nel 25º anniversario della morte di Moro

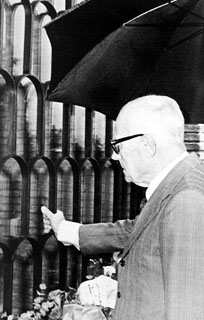
Sandro Pertini rende omaggio alla tomba di Aldo Moro (1982)

Il caso Moro segnò profondamente la storia del secondo dopoguerra in Italia; infatti con il suo assassinio si chiuse definitivamente la stagione del compromesso storico e, con esso, la formula dei governi di solidarietà nazionale. Lo Stato sconfisse le BR senza ricorrere a leggi di emergenza e senza mediazioni politiche, ma istituendo la legge sui pentiti e i dissociati. Dal punto di vista giudiziario, furono istruiti regolari processi, con la presenza di avvocati in difesa dei brigatisti e la previsione dei gradi di appello. I brigatisti rifiutarono la difesa e il processo, proclamandosi prigionieri politici e invocando il diritto di asilo. Mario Moretti constatò che gran parte delle loro aspettative non ebbe successo, aggiungendo che quell'esperienza si era esaurita ed era irripetibile.
Il progetto di alleanza con il PCI non era ben visto dai partner internazionali dell'Italia. Negli anni precedenti la sua uccisione, Moro (che aveva ricoperto più volte la carica di Presidente del Consiglio, l'ultima dal novembre 1974 al luglio 1976) aveva cercato di fornire rassicurazioni a Stati Uniti, Regno Unito, Francia e Germania Ovest sulla fedeltà dell'Italia all'Alleanza Atlantica anche in seguito a un eventuale ingresso del PCI al governo; ciononostante, il 27 giugno 1976 i capi di Stato riuniti a Portorico per il summit del G7 gli prospettarono la probabile perdita di aiuti internazionali se il PCI fosse entrato nel governo. Proprio nel 1976 gli alleati della NATO temevano il sorpasso del PCI sulla DC alle elezioni politiche: alla fine la DC raccolse il 38,71% dei voti mentre il PCI si fermò al 34,37%, ma i due partiti non erano mai stati così vicini prima di allora.
Il 16 marzo 1978, alla luce della notizia del rapimento e del clima di emergenza, il governo Andreotti IV incassò un'ampia e rapida fiducia: votarono contro soltanto PLI, MSI, Democrazia Proletaria e i radicali. L'esecutivo fu un monocolore DC che si resse grazie all'appoggio esterno dei comunisti (nell'esecutivo precedente si erano invece astenuti, formando il cosiddetto «governo della non sfiducia»).
È probabile che Moro sarebbe stato il candidato DC alla presidenza della Repubblica per l'imminente elezione presidenziale, prevista per il dicembre 1978; sembra chiaro che, dal Quirinale, avrebbe continuato a favorire l'alleanza DC-PCI. Eliminato Moro, le BR continuarono a demolire la corrente morotea all'interno della DC, colpendo o intimorendo in diverse città italiane i suoi dirigenti locali. I vertici istituzionali del partito furono fatti segno di una campagna di stampa accusatoria; di lì a poco il Presidente della Repubblica Giovanni Leone fu costretto a dimettersi sei mesi prima della scadenza del suo mandato: gli successe un socialista, Sandro Pertini. Perso il Quirinale, di lì a pochi anni la Democrazia Cristiana avrebbe perso anche la presidenza del Consiglio.
Infatti Pertini conferì l'incarico a esponenti DC fino al 1981: in questi tre anni ottennero il mandato Andreotti, Cossiga e Forlani. Il governo Andreotti IV era nato con la formula della «solidarietà nazionale», ma già un anno dopo la sua funzione fu considerata esaurita: dopo le dimissioni del successivo e breve governo Andreotti V, Pertini sciolse le camere e si andò ad elezioni anticipate. Alla consultazione elettorale del 1979 la DC rimase stabile, mentre il PCI subì un brusco arretramento, come era avvenuto alle elezioni amministrative del 1978, tenutesi pochi giorni dopo l'uccisione di Moro: questo esito segnò la fine dei governi di solidarietà nazionale e della possibilità di un'entrata dei comunisti nell'esecutivo.
Nel 1980 la DC si riunì a congresso: furono le prime assise dopo la morte di Moro. Prevalse una linea anti-comunista: Flaminio Piccoli divenne nuovo segretario sconfiggendo il candidato moroteo Benigno Zaccagnini. Accadde proprio ciò che Moro aveva previsto nelle sue lettere dal carcere: con lui fuori gioco, fu interrotto il rapporto con Enrico Berlinguer. Nessuno dei leader DC che guidarono il partito dopo la sua morte volle raccoglierne l'eredità nel suo rapporto con i leader comunisti.
Nel 1981 Giovanni Spadolini (PRI) ricevette da Pertini l'incarico di formare un nuovo esecutivo e ottenne la fiducia del Parlamento, diventando così il primo «laico» a guidare il Paese dal 1945. Negli anni successivi divennero Presidenti del Consiglio altri tre «laici»: Bettino Craxi (socialista, dal 1983 al 1987), Giuliano Amato (socialista, tra il 1992 e il 1993) e Carlo Azeglio Ciampi (indipendente, tra il 1993 e il 1994): la formula adottata fu quella del pentapartito (1981-1991), poi divenuto quadripartito (1991-1994) per l'uscita del PRI dalla maggioranza.
La DC restò comunque il partito più votato e quindi rimase al governo fino al 1994, oltre ad esprimere i Presidenti del Consiglio tra il 1987 e il 1992 (Goria, De Mita e nuovamente Andreotti): solo alle elezioni politiche del 1992 essa scese per la prima volta sotto il 30% dei voti. Di lì a poco le inchieste di Tangentopoli, che coinvolsero anche i restanti membri del pentapartito (più il PCI, rinominato PDS), le fecero ulteriormente perdere il consenso degli italiani. Agli inizi del 1994 la DC si sciolse, cambiando nome e diventando Partito Popolare Italiano.

## Influenza culturale

### Cinema
- Il caso Moro, regia di Giuseppe Ferrara (1986).
Tratto dal libro I giorni dell'ira. Il caso Moro senza censure (1980) di Robert Katz, il film è stato il primo a raccontare l'intera vicenda del sequestro dello statista democristiano. Moro è interpretato da Gian Maria Volonté.
- L'anno del terrore (Year of the Gun), regia di John Frankenheimer (1991).
Film statunitense tratto dal romanzo Year of the Gun (1984) di Michael Mewshaw, e interpretato da Andrew McCarthy, Valeria Golino e Sharon Stone. La pellicola, ambientata nel 1978, racconta la vita in Italia di un giovane giornalista americano, il quale vuole scrivere un romanzo sullo sfondo degli anni di piombo. Insieme con una sua amica fotoreporter, i due rimangono loro malgrado invischiati nelle trame ordite dalle Brigate Rosse per l'assassinio di Aldo Moro, che è interpretato dal caratterista Aldo Mengolini.
- Piazza delle Cinque Lune, regia di Renzo Martinelli (2003).
Venticinque anni dopo la morte di Moro, al procuratore di Siena (all'epoca giovane giudice a Roma) viene fatto recapitare in forma anonima un vecchio video in Super 8 che documenta il rapimento del presidente democristiano in via Fani. Partendo da questo nuovo e incredibile documento, insieme con una sua giovane collega e alla sua guardia del corpo, i tre cominciano a indagare e a ricostruire le fasi della vicenda storica. La pellicola è interpretata da Donald Sutherland, Giancarlo Giannini e Stefania Rocca. Il vero Moro appare in immagini di repertorio, mentre nella finzione cinematografica il suo ruolo è ricoperto da un caratterista (mai in primo piano). Il film è dedicato al nipote Luca Bonini Moro, che compare sui titoli di coda in veste di cantautore interpretando il brano Maledetti voi; sullo sfondo del ragazzo (figlio di Maria Fida Moro e spesso affettuosamente citato nelle lettere di Moro durante la prigionia), alcune fotografie di lui a due anni col nonno nei giorni immediatamente precedenti il sequestro.
- Buongiorno, notte, regia di Marco Bellocchio (2003). Liberamente ispirata al libro Il prigioniero (1998) della ex brigatista Anna Laura Braghetti, la pellicola narra il sequestro e la detenzione di Aldo Moro dal punto di vista dei suoi carcerieri, soffermandosi sul dramma umano vissuto da Moro e sui dubbi che hanno assalito i brigatisti. Moro è interpretato da Roberto Herlitzka, mentre Maya Sansa è la brigatista assalita da scrupoli di coscienza.
- Se sarà luce sarà bellissimo, regia di Aurelio Grimaldi (2004). L'opera, centrata sul rapimento di Aldo Moro, uscì, per problemi produttivi, soltanto nel 2008. Il film è conosciuto anche col titolo Se sarà luce sarà bellissimo - Moro: Un'altra storia.
- Non è un caso, Moro, regia di Tommaso Minniti, tratto dall'inchiesta di Paolo Cucchiarelli. Docufilm con Carlo Simoni, Sergio Damiano, Leonardo Sbragia. Pubblicato nel 2021, uscito in TV nel 2022 e proiettato in poche sale cinematografiche, è un film che rivoluziona la storiografia sul delitto Moro.
- Esterno notte, regia di Marco Bellocchio (2022). Film presentato in anteprima al Festival di Cannes 2022, uscito al cinema in due parti (rispettivamente il 18 maggio e il 9 giugno) e trasmesso sulla Rai nell'autunno, con Fabrizio Gifuni nel ruolo di Moro, Margherita Buy come Eleonora Moro e Toni Servillo come Paolo VI.

### Televisione
- La notte della Repubblica: tre puntate della serie di inchieste di Sergio Zavoli, andate in onda su Rai 2 il 21, il 28 febbraio e il 7 marzo 1990.[81][82][83]
- Mixer Speciale dedicato al caso Moro: puntata del programma ideato e condotto da Giovanni Minoli, andata in onda su Rai 3 il 17 marzo 1998 alle 22:55, dedicata al ventennale della vicenda[84] con le testimonianze di Giulio Andreotti, Alfredo Reichlin, Corrado Guerzoni, il magistrato Antonio Marini, Umberto Improta e Prospero Gallinari.[84]
- Aldo Moro - Il presidente, regia di Gianluca Maria Tavarelli – miniserie TV (2008).
La miniserie racconta la genesi, la messa in atto e l'epilogo del sequestro Moro. L'ex presidente democristiano è interpretato da Michele Placido. La miniserie è andata in onda in occasione del 30º anniversario dell'uccisione di Moro, ma non è stata gradita dai suoi familiari e da quelli degli agenti della scorta, e molti esponenti dell'epoca della Democrazia Cristiana ne hanno preso le distanze.
- Aldo Moro - Il professore, regia di Francesco Miccichè - Docu-drama per Raiuno (2018). L'opera racconta il sequestro di Aldo Moro interpretato da Sergio Castellitto e visto attraverso gli occhi dei suoi studenti della Facoltà di Scienze Politiche dell'Università La Sapienza di Roma.

### Letteratura
- Andrea Pomella, Il dio disarmato, Torino, Einaudi, 2022, ISBN 9788806251048.
- Wu Ming, Ufo 78, Torino, Einaudi, 2022, ISBN 9788806248918.

### Teatro
- L'ira del sole, un 9 di maggio (1998) di Maria Fida Moro e Antonio Maria Di Fresco, regia di Antonio Raffaele Addamo. Con Maria Fida Moro e Luca Bonini Moro. Teatro Biondo Stabile di Palermo.
- Corpo di Stato (1998) scritto e interpretato da Marco Baliani.
- Aldo Moro – Una tragedia italiana (2007) di Corrado Augias e Vladimiro Polchi, regia di Giorgio Ferrara. Con Paolo Bonacelli (Aldo Moro) e Lorenzo Amato (il narratore). Teatro Stabile della Sardegna, Teatro Eliseo di Roma.
- Se ci fosse luce – i misteri del caso Moro (2007) scritto, diretto e interpretato da Giancarlo Loffarelli. Con Emiliano Campoli, Marina Eianti, Giancarlo Loffarelli, Luigina Ricci, Elisa Ruotolo, Maurizio Tartaglione. Compagnia Le colonne.
- Roma, Via Caetani, 55º giorno (2008) scritto e interpretato da Lucilla Falcone – Associazione Culturale La Buona Creanza.
- Aldo Morto/Tragedia (2012) scritto, diretto e interpretato da Daniele Timpano – amnesiA vivacE.
- L'Agguato. Scritto, diretto e interpretato da Pino Casamassima.